# Archimandrit
Archimandrit var en gejstlig ærestitel i den ortodokse kirke med rang lige under biskop. I byzantinsk tid betegnelse for en klosterforstander.
Betegnelsen brugtes også i det 18. århundrede om rejsende udsendinge fra den ortodokse kirke, som rejste rundt i alle lande for at indsamle penge til løskøbelsen af kristne fanger i det Osmanniske Rige.
Nogle gange misbrugte svindlere titlen til at rejse rundt og lokke penge ud af folk til eget forbrug. F.eks. grækeren Lascaris, som den tysk-danske kancelliråd og læge Johann Conrad Dippel mødte i Altona. Dippel udgav i 1733 under pseudonymet Christian Democritus beretningen Auffrichtiger Protestant om sit møde med Lascaris. Lascaris optræder også i Carsten Hauchs roman Guldmageren fra 1836.
I 1742-1743 besøgte en græker ved navn Athanasius Dorostamus København, og han udgav sig ligeledes for at være en archimandrit. Det lykkedes ham at indsamle et betydeligt beløb, men den danske regering, der var bevidst om problemet med falske archimandritter, havde taget sine forholdsregler. Pengene indsamledes i archimandrittens navn af de lokale rodemestre, og opbevaredes i et skab på rådhuset. De skulle derefter sendes direkte til Konstantinopel, og således fik Dorostamus ikke direkte adgang til pengene. Han forsvandt kort efter og pengene henstod i skabet på rådhuset i 3 år, da man ikke havde kunne finde foranstaltninger til deres sikre forsendelse sydpå. I 1747 ansøgte biskop Peder Hersleb, borgmester Erik Torm og sognepræst ved Helligåndskirke om tilladelse til at bruge de henstående midler til at genoprette justitsråd Peder Lassens legat, da de oprindelige midler var gået tabt ved en fejlagtig investering. Ansøgningen godkendtes og pengene blev overført til legatets formål, nemlig at betale for "brudeudstyr til en fattig pige". Legatet eksisterede endnu i 1920'erne.